# Oma maa
Oma maa ("Eget land") är ett finskspråkigt uppslagsverk som innehåller artiklar om Finlands land och folk ordnade månadsvis, så att det vid var och en av årets dagar finns en artikel. 
Första upplagan utkom i sex volymer (varje volym omfattar två månader) 1907–1912, andra upplagan 1920–1926 och tredje 1958–1963. Utgivare var förlaget WSOY. För planeringen av de två första upplagorna stod Ernst Gustaf Palmén, medan Edwin Linkomies redigerade den tredje upplagan.